# 王國之心 HD I.5 ReMIX
《王國之心 HD I.5 ReMIX》是一個將原本在PlayStation 2的遊戲《王國之心》與《王國之心 記憶之鍊》混合後的高解析移植到PlayStation 3的版本。同時也重新翻拍加入原本任天堂DS的遊戲《王國之心 358/2天》的一些動畫。做為3個作品集結後的高解析版本。本作在2013年3月14日於日本正式發佈。

## 遊戲

### 《王國之心 FINAL MIX》
以系列第1代《王國之心》的最終混合版作為基礎，加入所有要素的HD重制作品，在眾多迪士尼世界中進行暢快感十足的動作戰鬥，是整個王國之心系列的原點。

### 《王國之心 記憶之鍊重製版》
描寫《王國之心》與《王國之心 II》之間的故事，系列第2作的HD重制版，以「忘卻之城」為舞台，能夠體驗使用卡片做出各種動作的高戰略性戰鬥系統。

### 《王國之心 358/2天（高清影片）》
將《王國之心 358/2天》的事件場景HD化，還收錄以HD技術重新製作的長達2小時以上全新片段。描述失去記憶的少年洛克薩斯成為十三機關的一員，他在那裡的各種邂逅與友情的故事。